# کره‌ای (سرچهان)
کره ای مرکز شهرستان سرچهان دراستان فارس ایران است. دارای بزرگ‌ترین معدن نیکل جهان می‌باشد متأسفانه پس از ده‌ها سال از کشف این ابر معدن هنوز به بهره‌برداری نرسیده است و یکی از قطب‌های کشاورزی فارس محسوب می‌شود و دارای معادن متعدد سنگ می‌باشد.

## نام
کره‌ای در ابتدا نام قناتی مهم در محل فعلی شهر کره‌ای، جریان داشته است و باعث تشکیل روستایی با نام آن شده است که به مرور به شهر تبدیل گردیده است.

## جمعیت
این شهر در سرشماری سال ۱۳۹۵، جمعیتی برابر با ۷٬۹۶۵ تن داشت.

## محصولات

### محصولات باغی
محصولات باغی آن عبارتند از: بادام، گردو، سیب (از نوع گلاب، لبنانی و ترش)، زردآلو، آلوزرد، آلوبخارا و انگور.

### محصولات زراعی
محصولات زراعی آن نیز عبارتند از گندم، جو، ذرت، خیار سبز، هندوانه، گوجه فرنگی، دانه روغنی کلزا، انواع لوبیا.

### صنایع دستی
صنایع دستی مردم شهر کره‌ای عبارتند از قالی، گلیم، جاجیم، پشتی و چادر سیاه که مخصوص مردم عشایر است.

## جاذبه‌ها
- بقعه شاهزاده ابوالقاسم
- تل ریگی کره‌ای
- محوطه کره[۵]

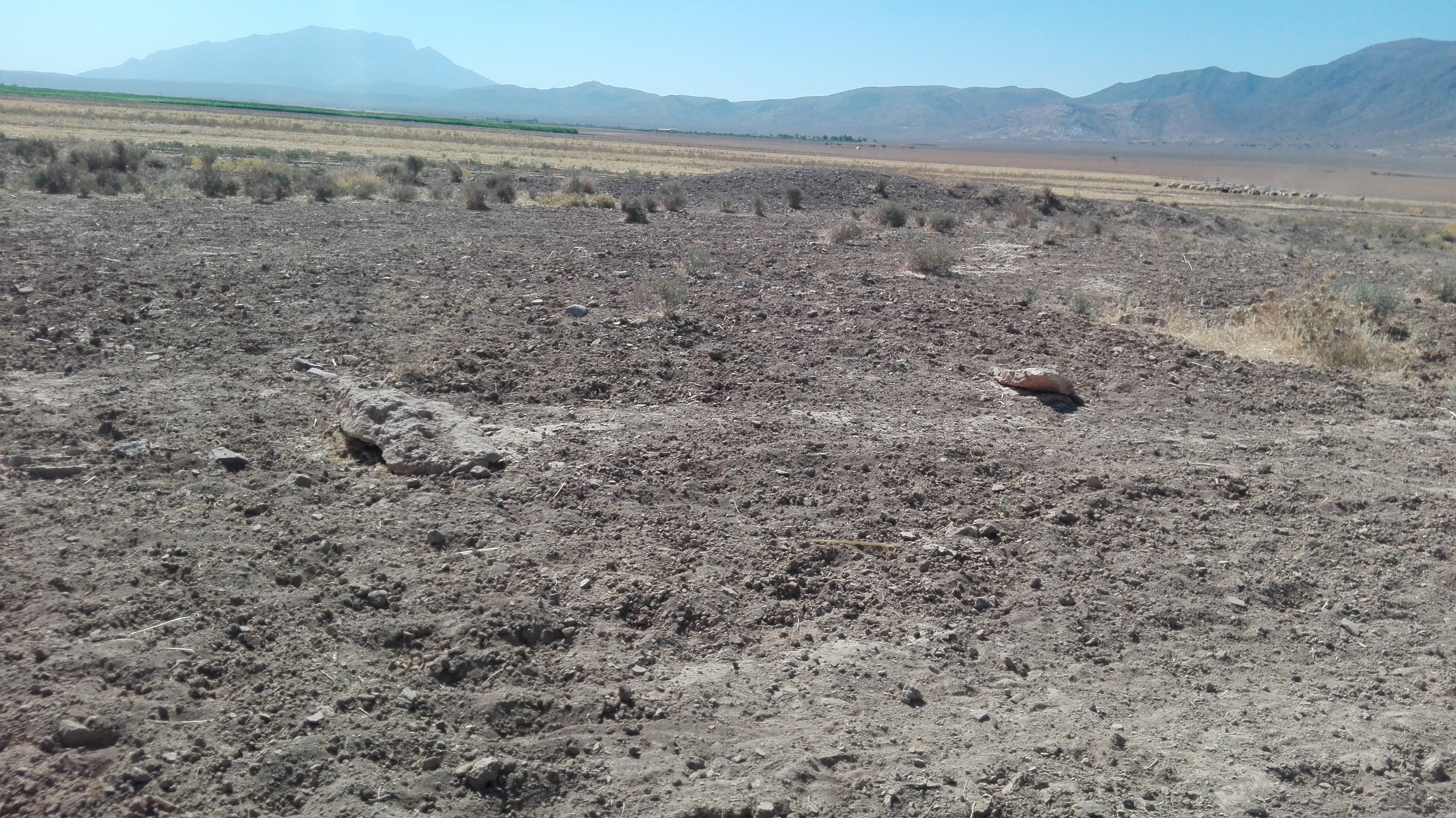
تل ریگی کره‌ای

- برخی آثار تاریخی این محل عبارتند از:

1. قلعه تل ریگی که در زیر تلی به همین نام قرار دارد.
2. قلعه شول‌ها که در روستایی قلعه ای بوده است.
3. قلعه کریم خان.

## مراکز درمانی
- بیمارستان شهدا که دارای اتاق عمل زایمان، اتاق عمل سرپایی، اتاق بستری، اتاق زایمان طبیعی و اتاق درد است.[۶]
- مرکز جامع خدمات سلامت شهری کره‌ای